# C11H11NO2
化学式C11H11NO2（摩尔质量：189.21 g/mol）可以指：
- 吲哚-3-丙酸，CAS号：830-96-6
- 苯琥胺，CAS号：86-34-0
- 去甲甲琥胺，CAS号：1185130-51-1

|  | 这个同类索引页列出了具有相同分子式的化学物（即同分異構體）条目。 除非您是有意链接至本页，否则应将相应条目的内部链接指向正确的条目。 |